# Friedensbrücke (Frankfurt am Main)
Die Friedensbrücke ist eine Straßenbrücke über den Main in Frankfurt am Main. Sie verbindet bei Strom-Kilometer 33,890 den Baseler Platz im Gutleutviertel mit der Stresemannallee in Sachsenhausen. Sie wurde von 1950 bis 1951 anstelle der von 1844 bis 1848 entstandenen Wilhelmsbrücke errichtet. Am südlichen Brückenkopf steht die im Jahr 1890 von Constantin Meunier geschaffene Bronzeplastik Der Hafenarbeiter. Sie erinnert daran, dass sich unmittelbar flussabwärts der Brücke auf der nördlichen Seite der ehemalige Frankfurter Westhafen befindet, der von 1885 bis 1999 in Betrieb war.
Über die Friedensbrücke führen die Bundesstraße 44, die Straßenbahnlinien 12, 16, 17, 20 und 21 sowie der Ebbelwei-Expreß.

## Geschichte

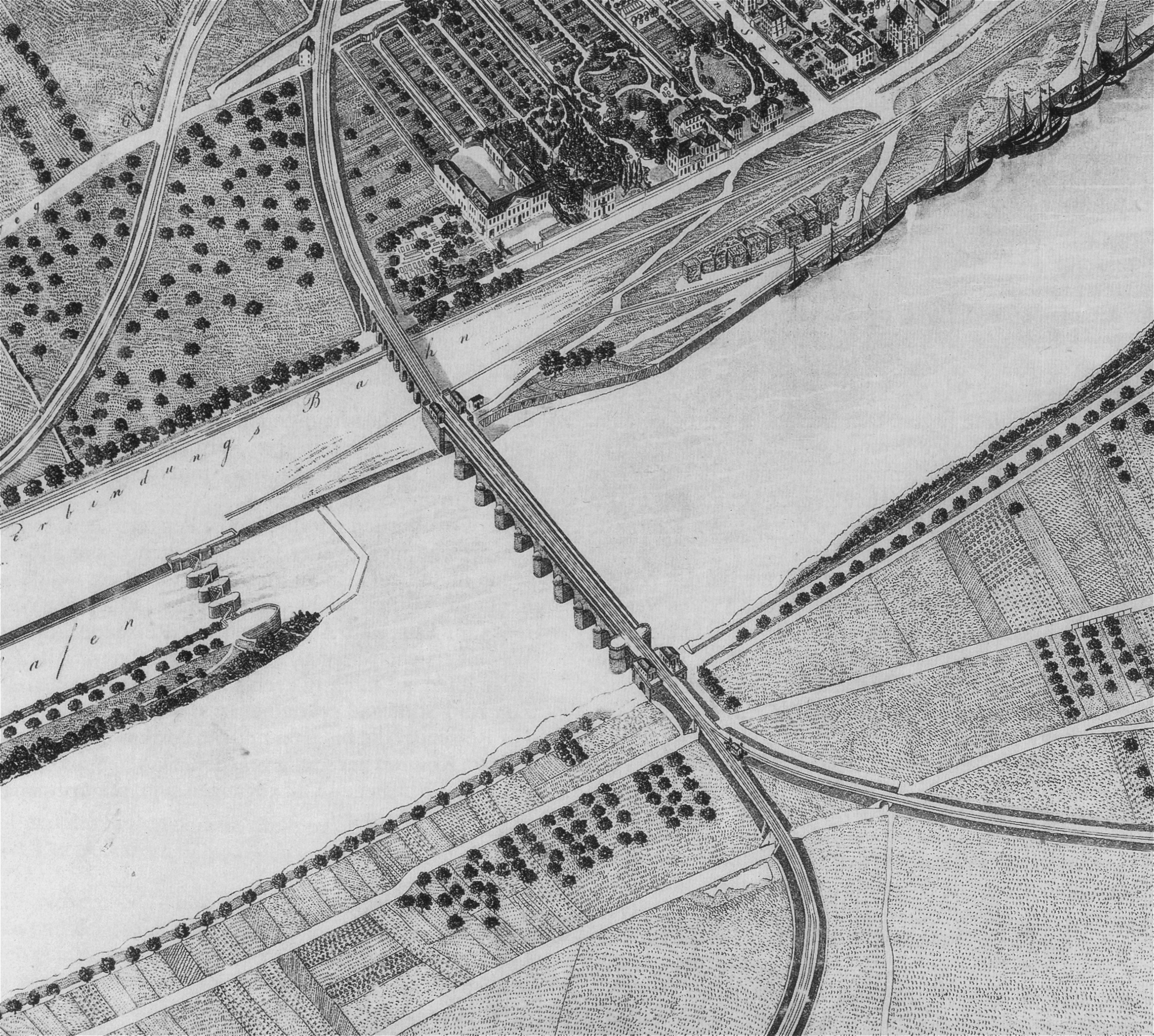
Die alte Main-Neckar-Brücke auf dem Delkeskamp-Plan von 1864

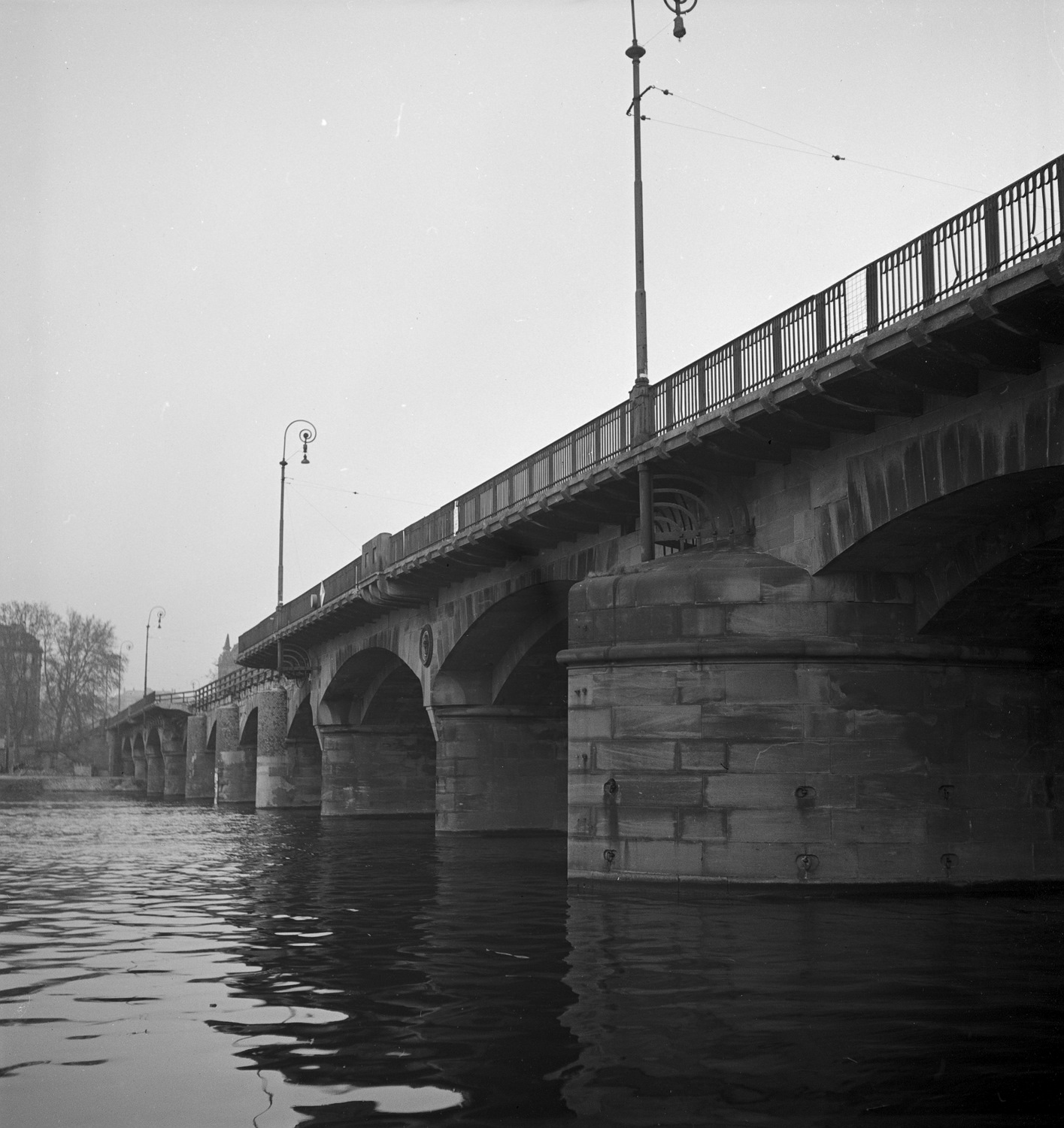
Die Wilhelmsbrücke unmittelbar vor ihrem Abriss 1950

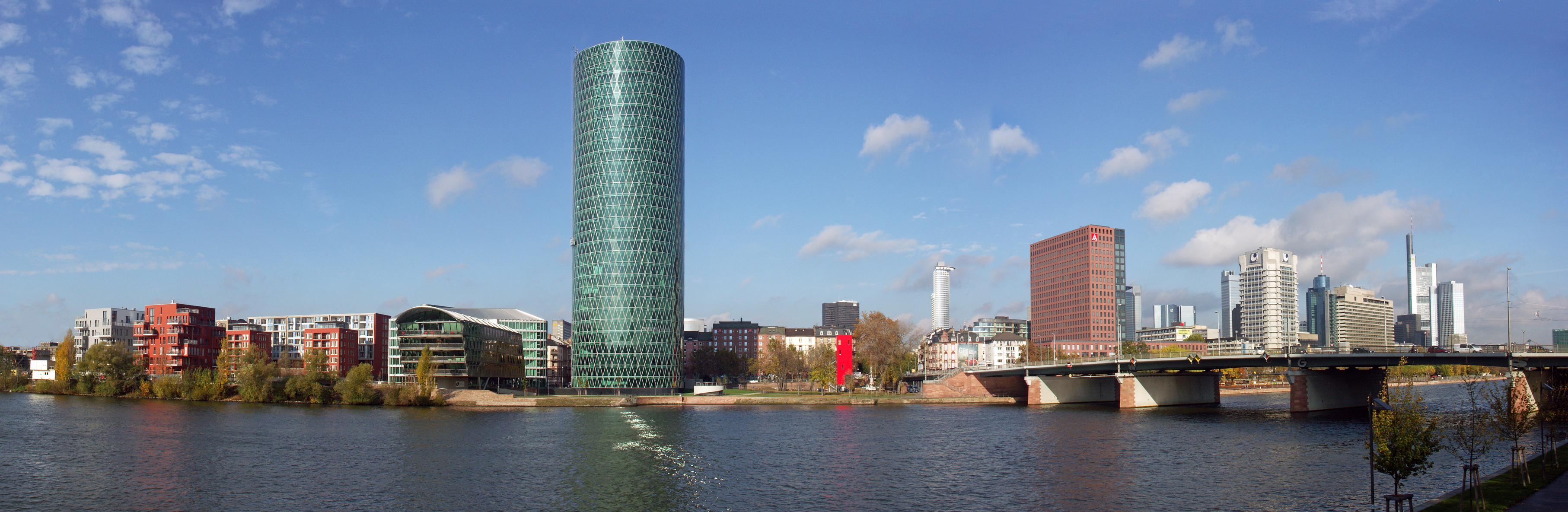
Friedensbrücke und Westhafen Tower auf dem ehemaligen Hafengelände

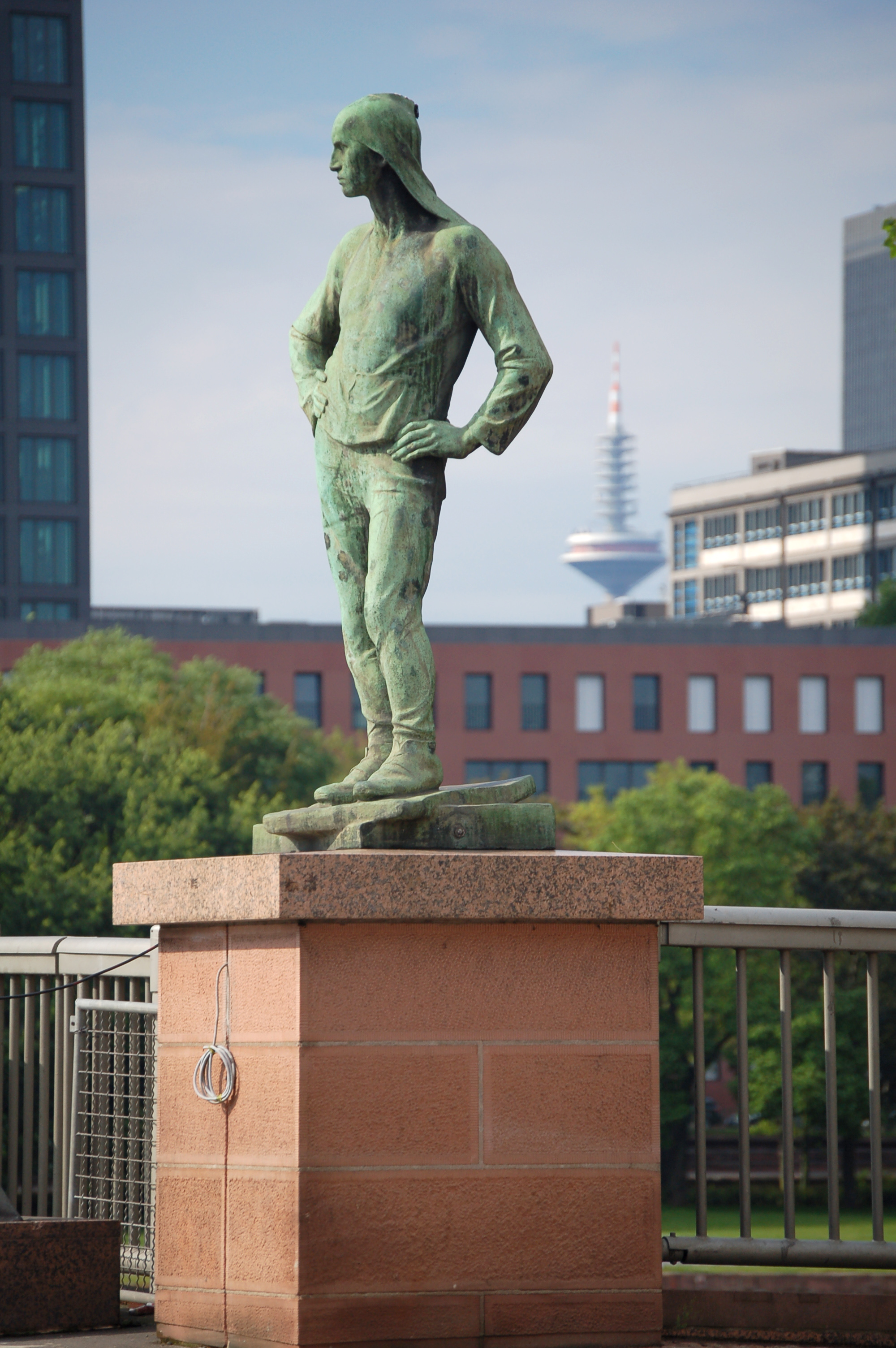
Skulptur „Der Hafenarbeiter“ am südlichen Brückenkopf

### Eisenbahnbrücke
Von 1844 bis 1848 wurde für die Main-Neckar-Eisenbahn-Gesellschaft die erste Eisenbahnbrücke über den Main errichtet. Sie war zugleich die zweite Mainbrücke in Frankfurt nach der noch aus dem Mittelalter stammenden Alten Brücke.
Die Eisenbahnbrücke musste flussabwärts der Stadt so positioniert werden, dass die Bahnstrecke Frankfurt am Main–Heidelberg in den Main-Neckar-Bahnhof eingeführt werden konnte, der wiederum unmittelbar am dortigen westlichen Stadtrand, neben dem Taunusbahnhof errichtet wurde. Da der damalige Frankfurter Hafen flussaufwärts der Brücke lag, musste diese so gebaut werden, dass sie auch für Schiffe, deren Mast nicht umgelegt werden konnte, passierbar war. Die Steinbrücke erhielt so ein eisernes Segment mit einer Breite von 8,47 m, das weggedreht und die Brücke so von Schiffen passiert werden konnte. Diese Durchfahrt lag unmittelbar am Sachsenhäuser Ufer. Gebaut wurde das Drehsegment von der Maschinenbau-Gesellschaft Karlsruhe. Diese Drehbrücke wurde 1867 außer Betrieb genommen und durch einen Steinbogen ersetzt. Die neun übrigen Steinbögen waren jeweils 17,08 m breit.
Vorarbeiten für den Bau begannen 1843, der eigentliche Bau im Mai 1844 mit dem Pfeiler, der dem Nordufer am nächsten lag. In der Baustelle der Südrampe der Brücke bestand ab 1846 bis zu ihrer Eröffnung der Betriebsbahnhof Mainspitze. Er lag im Bereich der heutigen Straßenbahnhaltestelle Stresemannallee/Gartenstraße. Von hier wurden die Züge durch eine Spitzkehre zum Frankfurter Lokalbahnhof gefahren. Dieses Provisorium hatte zwei Unfälle zur Folge: Am 16. August 1848 überfuhren innerhalb weniger Stunden die Lokomotiven zweier Züge das Streckenende. Einer stürzte von der noch nicht angeschlossenen Auffahrrampe in die Baustelle der Brücke, wobei der Heizer der Lokomotive ums Leben kam. Am 15. November 1848 fand dann die Eröffnung der ersten Main-Neckar-Brücke statt.
Die Brücke wurde für zwei Gleise ausgelegt, wozu eine Breite von 9,50 m ausreichte. Das zweite Gleis wurde 1852 verlegt und diente zunächst ausschließlich den Zügen der Frankfurt-Offenbacher Eisenbahn, die so auch den nordmainischen Main-Neckar-Bahnhof anfahren konnte.
Die eiserne Drehbrücke wurde 1867 ausgebaut und durch einen Steinbogen ersetzt.

### Erste Straßenbrücke
Mit der Eröffnung des Hauptbahnhofes 1888 wurden auch die Einführungen der Eisenbahnstrecken nach Frankfurt Richtung Westen verlegt, wo die neue Main-Neckar-Brücke errichtet wurde. Die alte Brücke verlor ihre Funktion und wurde von der Stadt Frankfurt gekauft, 1890/1891 zur Straßenbrücke umgebaut und zugleich auf 13,36 m verbreitert, wobei die Trassen der ehemaligen Zulaufstrecken in Straßen umgewandelt wurden. Ab 1891 führte die Brücke den neuen Namen Wilhelmsbrücke nach Kaiser Wilhelm I.
Das rasche Wachstum des nördlich gelegenen Bahnhofsviertels ließ auch das Verkehrsaufkommen auf der Brücke schnell steigen. Am 31. Juli 1897 verkehrte erstmals eine Pferdebahn über die Brücke. Bereits drei Jahre später wurde die Straßenbahn elektrifiziert.
1908 wurde die Wilhelmsbrücke ein weiteres Mal, diesmal auf 15,60 m verbreitert. Damit war die Kapazität der Brücke erschöpft. Bereits in den 1930er Jahren war sie den Verkehrsströmen nicht mehr gewachsen, jedoch unterblieb ein Neubau wegen der angespannten wirtschaftlichen Situation der Vorkriegszeit.
Am 25. März 1945 sollte die Brücke, wie die anderen Frankfurter Mainbrücken, von einem Kommando der Wehrmacht gesprengt werden. Die Sprengladung war jedoch falsch angebracht, so dass die Brücke nur gering beschädigt wurde. Ob die Sprengung aus Absicht oder Fahrlässigkeit misslang, ist umstritten. Einen Tag später nutzten die vorrückenden Truppen der US-Armee die Wilhelmsbrücke, um von Süden her in die Stadt einzumarschieren.
Die Schäden an der Brücke wurden umgehend provisorisch repariert und die Wilhelmsbrücke unter dem Namen Golden Gate Bridge für den amerikanischen Nachschub genutzt. Für den Zivilverkehr blieb die Brücke zunächst gesperrt, so dass auch das Straßenbahnnetz vorerst in zwei Teilnetze getrennt war. 1946 wurde die Brücke so hergerichtet, dass sie auch für schwere Fahrzeuge wieder befahrbar wurde. Trotzdem war die Brücke dem Verkehrsaufkommen nicht mehr gewachsen. Daran änderte auch der Wiederaufbau der östlich gelegenen Untermainbrücke nichts, die nun ebenfalls für den Straßenbahnverkehr zur Verfügung stand.

### Zweite Straßenbrücke
Bereits im September 1949 war das Verkehrsaufkommen auf 15.000 Kraftfahrzeuge am Tag gestiegen, da über die Wilhelmsbrücke auch der wichtige Zubringer zur A 3 und zum Flughafen verlief. Im November 1949 wurde daher beschlossen, die alte Wilhelmsbrücke abzubrechen und einen Neubau zu errichten. Den Auftrag dazu bekam das MAN-Werk Gustavsburg.
Der Abriss der alten Brücke begann am 20. Februar 1950, nur drei Tage nach der Auftragsvergabe. Dabei waren rund 15.000 Kubikmeter Schutt abzutragen. Bis Juni 1950 waren alle alten Strompfeiler verschwunden, parallel begann der Neubau. Bereits am 1. März 1951 fand die Einweihungsfeier statt. Damit war der Wiederaufbau der Frankfurter Mainbrücken abgeschlossen. Erst 1964 entstand mit der Flößerbrücke die erste neue Brücke im engeren Stadtgebiet.
Die neue Brücke erhielt den Namen Friedensbrücke. Sie ist eine 287,32 m lange Balkenbrücke als Stahlverbundkonstruktion, die auf vier Strompfeilern ruht. Die größte Stützweite beträgt 48 m, die Fahrbahnbreite 29,50 m.
1994/95 wurde die Friedensbrücke vollständig instand gesetzt. Die Überbauten, die Widerlager und die Pfeilerköpfe wurden  abgebrochen und neugebaut. Die beiden nebeneinanderliegenden Überbauten der Stahlverbundbrücke sind Durchlaufträger mit einem zweistegigen Plattenbalkenquerschnitt. Die beiden Hauptträger der Plattenbalken sind  luftdicht verschweißte Stahlhohlkästen. Die Fahrbahnplatte ist in Querrichtung vorgespannt. Während der Bauzeit übernahm eine stromabwärts neben der Brücke errichtete provisorische Stahlbrücke den in südliche Richtung verlaufenden Auto- und Straßenbahnverkehr. Von Juli 2002 bis November 2003 wurde ein neuer Tiefkai am südlichen Mainufer angelegt, der sich unterhalb des Theodor-Stern-Kais von der Friedensbrücke bis zur Main-Neckar-Brücke entlangzieht. Dabei wurden unter der Brücke Reste von Bauschutt aus der Sanierung sowie Fundamentreste und hölzerne Gründungspfähle der alten Wilhelmsbrücke ausgebaggert.
Unter der Friedensbrücke auf einem Brückenpfeiler der nördlichen Flussseite ist ein 27 m langes Wandgemälde angebracht, das an die Opfer des rechtsextremen Terroranschlags in Hanau am 19. Februar 2020 erinnern soll.

## Ehemaliger Liegeplatz der Marinekameradschaft Frankfurt
Unterhalb der Brücke am Theodor-Stern-Kai befand sich von 1968 bis 2001 der Liegeplatz des „Heimbootes“ WBR 7 der Marinekameradschaft Frankfurt. Das 1943 als R127 in Dienst gestellte Minenräumboot der Aldebaran-Klasse wurde nach dem Krieg bis 1956 beim Deutschen Minenräumdienst eingesetzt, ab 1947 unter US-amerikanischer Flagge. 1956 bis 1961 diente es als Minensuchboot M 1064 Deneb im 3. Minenräumgeschwader der Bundesmarine, danach bis 1968 als Wohnboot WBR 7. Im November 1968 wurde es an seinen langjährigen Liegeplatz an der Friedensbrücke verlegt. 2001 musste der Liegeplatz in den Offenbacher Hafen verlegt werden, um Platz für den Ausbau des Tiefkais zu machen. Im September 2006 lief das Boot dort voll Wasser und kenterte. Das Schiff wurde gehoben und anschließend abgewrackt.